# Basay, Negros Oriental

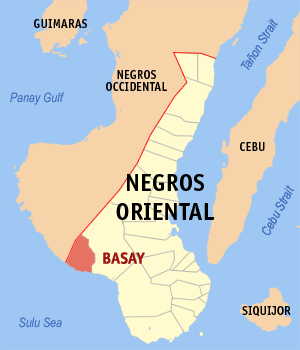
Bản đồ Negros Oriental với vị trí của Basay

Basay là một đô thị hạng 4 ở tỉnh Negros Oriental, Philippines. Theo điều tra dân số năm 2000, đô thị này có dân số 21.366 người trong 4.220 hộ.

## Barangay
Basay được chia thành 10 barangay.
- Actin
- Bal-os
- Bongalonan
- Cabalayongan
- Cabatuanan
- Linantayan
- Maglinao
- Nagbo-alao
- Olandao
- Poblacion